# Штучні водойми Херсонської області
Штучні водо́йми Херсонщини — утворені людиною водойми, що розташовані на території Херсонської області.
На території Херсонської області розташовані штучні водойми декількох видів: водосховища, ставки, канали.

## Водосховища

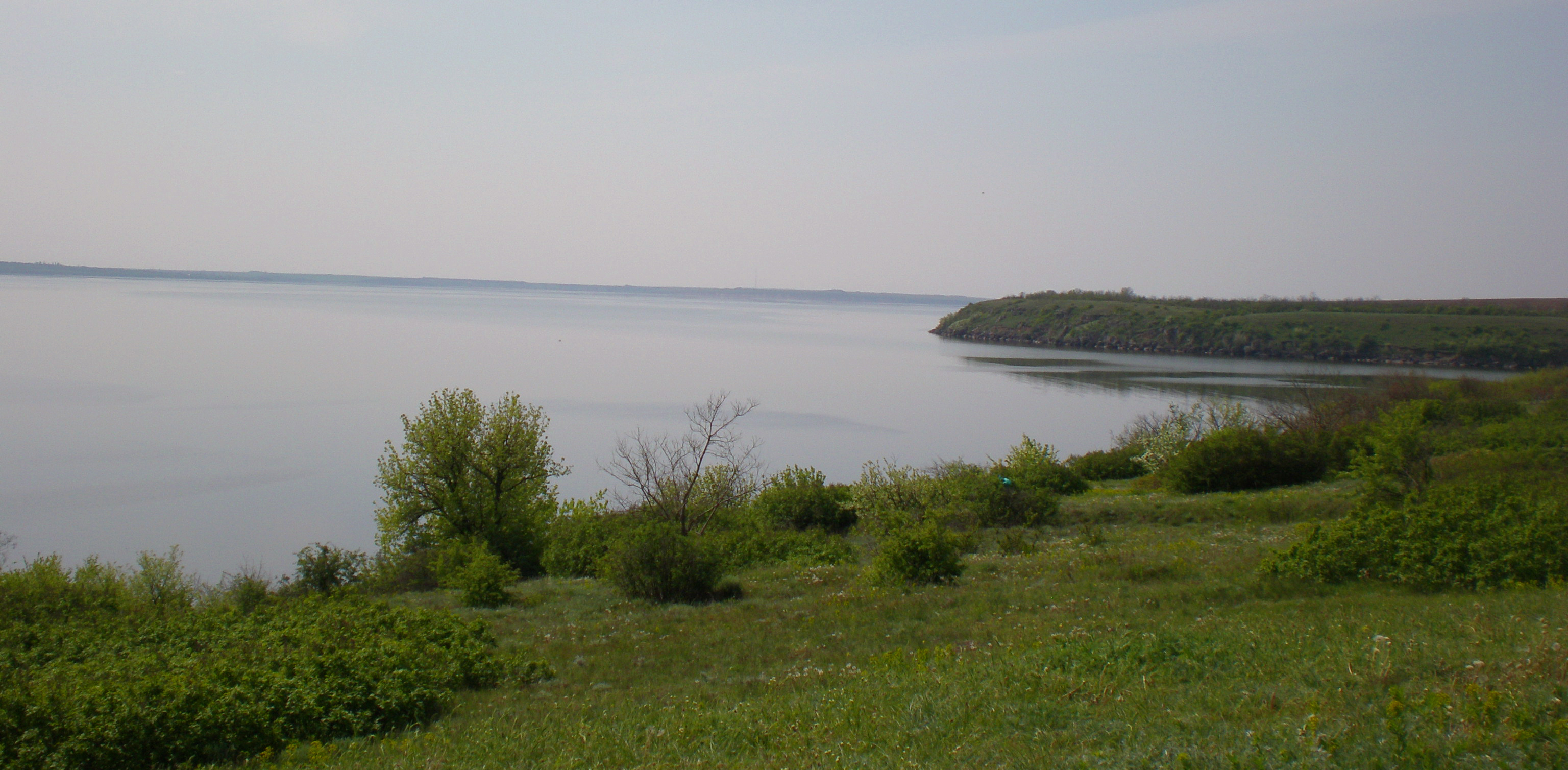
На березі Каховського водосховища, с. Республіканець

В межах Херсонської області частково знаходиться Каховське водосховище, яке згідно з класифікацією належить до групи дуже великих водосховищ. Площа водосховища — 2155 км², об'єм 18,2 км³, довжина 230 км (у т.ч. територією Херсонської області — 100 км), найбільша ширина — 25 км. Має сезонне регулювання стоку. Коливання рівня води до 3,3 м.
Водосховища займають 64,28 тис. га території області. Використовується для судноплавства, зрошення, водопостачання, рибного господарства, рекреації.
З водоймища починаються Каховський канал, Північно-Кримський канал (обидва протікають територією Херсонської області) і канал Дніпро-Кривий Ріг.

## Ставки
На території Херсонської області створено понад 200 ставків загальною площею 12,3 тис. га. Більшість ставків — це водойми, які наповнюються виключно поверхневими водами, — талими і стічними. В період весняної повені їх розміри збільшуються. До кінця літа через значну втрату води в процесі випаровування площа малих водойм дуже зменшується, деякі з них пересихають. У великих ставках вода частково або повністю використовується в господарстві залежно від умов експлуатації.
У ставках Херсонської області спостерігаються значні сезонні зміни складу води. Мінералізація різко збільшується з весни до осені. У ставках атмосферного живлення мінералізація води навесні становить 150—300 міліграм/л, влітку вона збільшується в нових ставках до 400—500 міліграма/л, а в старих, непроточних — до 700—800 міліграма/л. У ставках з живленням ґрунтовими водами мінералізація навесні становить 500—600 міліграм/л, а влітку і в маловодні роки збільшується до 1000—1500 міліграма/л.

## Канали
Водами Дніпра живляться Інгулецька, Краснознам'янська та Каховська зрошувальні системи, а також Північно-Кримський канал, споруджений для потреб водопостачання і зрошування причорноморських районів Херсонщини та Кримського півострова.
Протяжність зрошувальної мережі 12666,6 км, в тому числі міжгосподарської 885,6 км. Від державних систем поливається — 384,5 тис. га, з яких:
- Каховська зрошувальна система — 243,1 тис.га;
- система Північно-Кримського каналу — 101,7 тис.га;
- Інгулецька зрошувальна система — 18,2 тис.га;
- локальні системи — 21,5 тис.га;
- системи малого зрошення — 41,3 тис.га.

Поверхня в межах зрошувальних систем переважно рівнинна, хоча зустрічаються й поди. Глибина залягання ґрунтових вод від 1–2 до 20–40 м. Для зменшення витрат води на фільтрацію дно і стіни відкритих каналів покриті протифільтраційним покриттям (залізобетонні плити на поліетиленовій плівці, монолітний бетон, місцями — суглинний ґрунт). Внутрішньогосподарчу мережу споруджують переважно в сталевих трубах. Відведення дренажних і поверхневих вод здійснюють зливними каналами до акумуляційних ставків та малих водосховищ, які використовують для рибного господарства.
З магістральних каналів на зрошення вода подається 351 електрифікованою насосною станцією, сумарною потужністю — 405 тис. кВт/год та сумарною продуктивністю — 419 м³/сек. Для розподілу і регулювання води по каналах функціонує 25047 гідротехнічних споруд.

### Інгулецька зрошувальна система
Інгулецька зрошувальна система споруджена в 1951—1963 рр. Вода з Дніпра «антирічкою», гирлом Інгульця проходить до водозабору головної насосної станції, далі самопливом — до Інгулецького каналу і звідси — в міжгосподарські розподільні канали Миколаївської і Херсонської областей, також в Жовтневе водосховище для водопостачання м. Миколаєва. В процесі експлуатації системи спостерігається підтоплення зрошуваних земель і оборотний стік, іригаційна ерозія ґрунту.

### Краснознам'янська зрошувальна система
Краснознам́янська зрошувальна система — меліоративна система в Скадовському, Олешківському й Голопристанському районах. Джерело їх живлення — Північно-Кримський канал. Вода самопливом надходить у магістральний канал завдовжки 102 км, далі в розподільні, а звідси — в зрошувальні канали загальною довжиною 976 км. Система споруджена на землях з природно-високим рівнем ґрунтових вод. Для його зниження й попередження процесів підняття рівня підземних вод при зрошуванні споруджений вертикальний (на площі 100 тис. га) та горизонтальний дренажі.

### Каховська зрошувальна система
Каховська зрошувальна система — меліоративна система в Херсонській та Запорізькій областях. Джерело її живлення — Каховське водосховище, з якого вода надходить у Каховський магістральний канал завдовжки 130 км, далі в міжгосподарські та внутрішньогосподарські канали, загальна довжина яких становить 520 км. Каховський канал працює за схемою каскадного регулювання з автономною системою управління б'єфами. Внутрішньогосподарські системи функціонують в напірних трубопроводах. Площа зрошення 326 тис. га.
Уздовж каналів висаджені лісосмуги, за допомогою дренажу підтримується оптимальний водно-сольовий режим ґрунту на зрошуваних і прилеглих територіях. Зокрема, навколо заповідника Асканія-Нова створена охоронна зона, завширшки 2 км та споруджено вертикальний дренаж по всьому контуру заповідника.

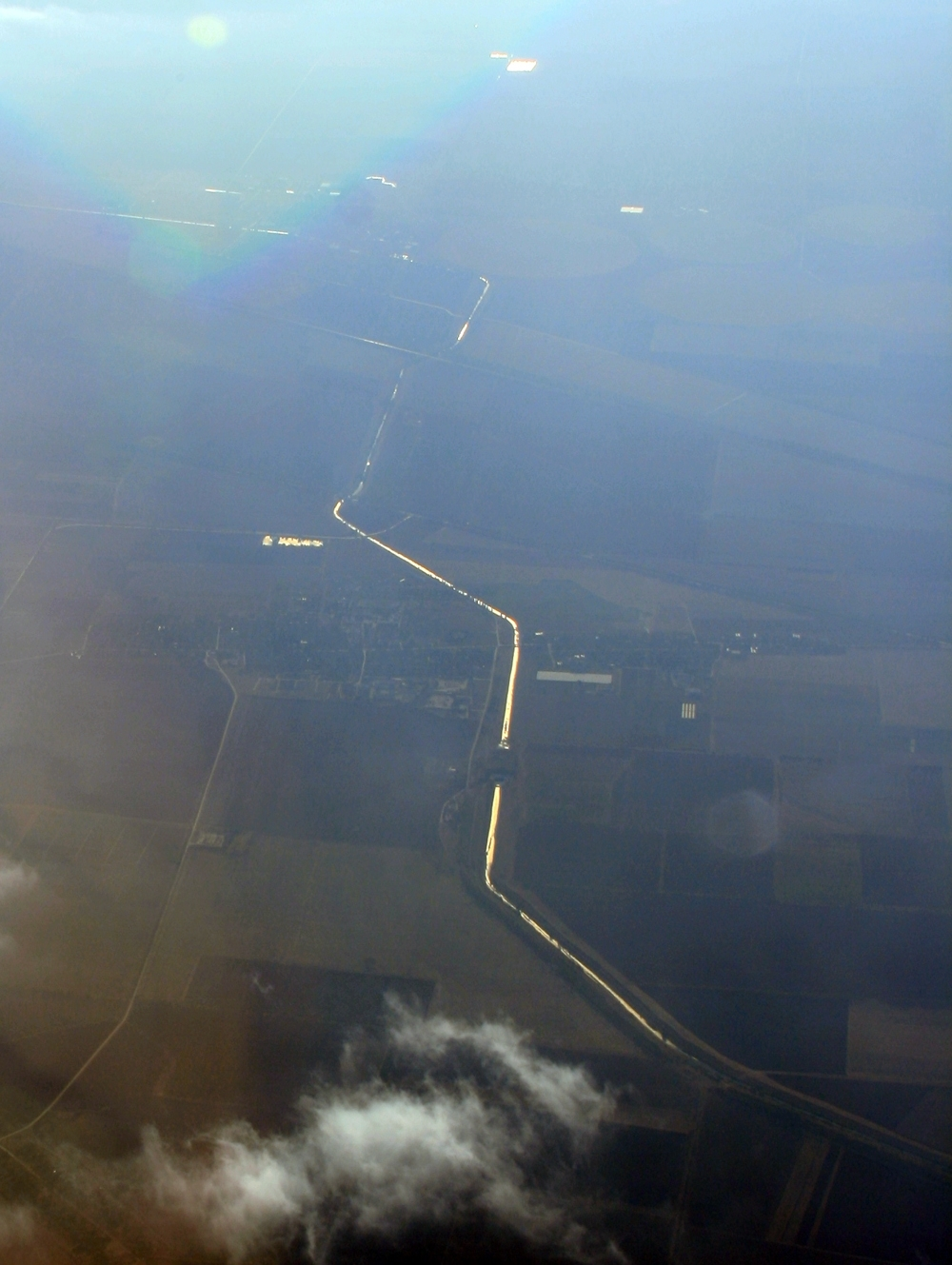
Аерофотознімок Північно-Кримського каналу в районі Сімферополя

### Північно-Кримський канал
Північно-Кримський канал споруджений для перекидання зарегульованого стоку Дніпра в посушливі степові райони півдня України з метою зрошування сільськогосподарських угідь, а також водопостачання промислових центрів Криму, в тому числі Керченського промислового району. Канал бере початок в Каховському водосховищі неподалік від міста Нова Каховка. Загальна довжина каналу 400 км (територією Херсонської області — 109 км). Вода по каналу подається на висоту понад 100 м трьома насосними станціями. Площа зрошення 460 тис. га, в Херсонській області 101,7 тис. гектарів.
З Північно-Кримського каналу беруть початок Краснознам'янська, Чаплинська та Каланчацька зрошувальні системи в Херсонській області, ще декілька — в Криму. Загальний об'єм води, що надходить у Північно-Кримський канал для потреб побутового і технічного водопостачання, становить 0,41 млрд м³, для зрошування — 3,51 млрд м³ в рік.